# Szeverobajkalszk
Szeverobajkalszk (cirill betűkkel: Северобайкальск) köztársasági alárendeltségű város Oroszországban, Burjátföldön. A Bajkál-tó északi részének partján fekszik. Három oldalról a Bajkál-hegység nyúlványai veszik körül, a negyedik oldal a Bajkál-tó felé nyitott. Lakossága 2017-ben 23 673 fő volt, Ulan-Ude után Burjátföld második legnépesebb települése.
A Bajkál–Amur-vasútvonal burjátföldi részének központja, fontos állomása. Létrejöttét is az 1970-es évek második felének vasútépítési munkáinak köszönheti, és már 1980-ban várossá nyilvánították. Az aktív keresők kb. negyedét a vasút (Oroszországi Vasutak) foglalkoztatja.